# Daisy Dee
Daisy Rollocks, bekend als Daisy Dee (Willemstad, 4 september 1970), is een zangeres, actrice en tv-presentatrice, voornamelijk bekend in de Duits sprekende gebieden.
Daisy Rollocks trok op achtjarige leeftijd vanaf Curaçao naar Nederland. Ze woont tegenwoordig in België, waar ze met haar team een TV-Productiemaatschappij heeft. Toen ze van school ging wilde ze in eerste instantie binnenhuisarchitectuur gaan studeren, maar via haar bijbaan bij een discotheek rolde ze de muziekwereld in. Ze maakte een reeks singles waarbij ze samenwerkte met Olivier Abbeloos, Mark 'Oh, Patrick De Meyer, Black Box en Technotronic.

## Discografie
- 2003:
  - Starsplash feat. Daisy Dee "Fly Away (Owner Of Your Heart)", including a special feat. with her best friend Anthony Segundo aka Anthony (Tonny) Schouten
- 2001:
  - Daisy Dee "This Beat Is Technotronic / Walking On That Side"
  - Daisy Dee "Crazy"
  - Lovestern Galaktika meets Daisy CIO "Galaktika - Are You Ready?"
- 2000
  - Daisy Dee "Love Is The Answer"
  - Daisy Dee "Open Sesame"
- 1997
  - Daisy Dee "Hey You (Open Up Your Mind)"
- 1996
  - Daisy Dee "Crazy 96"
  - Daisy Dee "Just Jump"
  - Daisy Dee "Angel"
  - Daisy Dee "I Am (Who I Am)" (Promo album)
  - Daisy Dee "Go Bazurk" (Promo album)
- 1995
  - Technotronic feat. Daisy Dee & Ya Kid K. "Recall-The Album"
  - Daisy Dee "The Best Of"
  - Technotronic feat. Daisy Dee & Black Diamond "I Want You By My Side"
- 1994
  - Alter Ego feat. Daisy Dee "Dance (If You Cannot)"
  - Black Male feat. Daisy Dee "Yeah Yeah (Influence)"
  - Bit Machine feat. Daisy Dee & Karen Jones "Somebody Real"
  - Daisy Dee "Headbone Connected"
  - U 96 feat. Daisy Dee "Love Religion"
  - Technotronic feat. Daisy Dee & Ya Kid K. "Move It To the Rhythm"
- 1993
  - Cosmo Crew feat. Daisy Dee "Back It Up"
- 1992
  - Daisy Dee "Pump It Up All The Way"
  - Daisy Dee "It's Gonna Be Alright"
  - Daisy Dee "I Got U"
  - Daisy Dee "Walking On That Side"
  - Daisy Dee "The Album"
  - Daisy Dee "This Beat Is Technotronic '92"
- 1991
  - Daisy Dee "Crazy"
- 1990
  - M.C.B. featuring Daisy Dee "This Beat Is Technotronic"
  - M.C.B. feat. Daisy Dee "Crazy"

## Televisie
Daise Dee speelde in de soapserie Alle zusammen – Jeder für sich. Van 1996 tot 2004 presenteerde ze Club Rotation, een programma van de Duitse jeugd- en muziekzender VIVA. Verder presenteert ze belprogramma's.